# Dangerous (àlbum de Bill Hicks)
Dangerous és el primer àlbum en directe publicat per l'humorista i satirista Bill Hicks el 1990, en la discografia Invasion Records, a Nova York. L'àlbum es va gravar en dues actuacions al local Caroline's de Nova York. El 1997 va ser publicat un altre cop per Rykodisc.

## Llista de cançons
Totes les cançons creades per Bill Hicks
1. "Modern Bummer" – 6:34
2. "Flying Saucer Tour" – 3:21
3. "Smoking" – 5:30
4. "We Live In A World..." – 10:51
5. "The War On Drugs" – 9:14
6. "Burning Issues" – 4:00
7. "I Love My Job" – 1:33
8. "My Parents" – 5:26
9. "Please Do Not Disturb" – 7:02
10. "The Vision" – 0:58

## Personal
- Nancy Albino – Enginyer
- Peter Casperson – Productor, productor executiu[1]
- Matt Hathaway – Enginyer
- Steven Saporta – Productor executiu
- Sam Smith – Edició
- Joel Soyffer – Edició, mescles